# October Tour
October Tour, gira de la banda irlandesa U2, realizada tras su primer álbum Boy y la gira que lo promocionó, el Boy Tour.
La banda decidió editar su segundo disco, titulado October, y promocionarlo a través de una gira, que comenzó en el verano del año 1981. Inicialmente viajaron por varios países de Europa, teniendo éxito particularmente en Alemania, Inglaterra y Francia, y haciendo debut en Gales. La segunda etapa de la gira se desarrolló en Estados Unidos en los meses de noviembre y diciembre. La tercera etapa fueron cinco conciertos multitudinarios en Irlanda e Inglaterra. La cuarta etapa fue de nuevo en Estados Unidos, y la última manga fueron festivales en Europa, visitando por primera vez Dinamarca, Finlandia y Portugal.

## Repertorio
El listado de canciones típico de U2 durante su gira fue:
- A Celebration
- Another Time, Another Place
- A Day Without Me
- An Cat Dubh
- Cry/The Electric Co.
- 11 O'Clock Tick Tock
- Fire
- Gloria
- Tomorrow
- The Ocean
- October
- Twilight
- With a Shout
- Stories for Boys
- I Will Follow
- Out of Control
- Into the Heart
- I Threw a Brick Through a Window
- I Fall Down

## Canciones más tocadas
- I Will Follow (87 veces)
- Gloria (70 veces)
- Out Of Control (70 veces)
- An Cat Dubh (69 veces)
- I Threw A Brick Through A Window (69 veces)
- Into The Heart (69 veces)
- The Cry (69 veces)
- The Electric Co. (69 veces)
- Rejoice (68 veces)
- I Fall Down (62 veces)
- 11 O'Clock Tick Tock (60 veces)
- Twilight (55 veces)
- Another Time, Another Place (52 veces)
- The Ocean (51 veces)
- October (48 veces)
- Fire (47 veces)
- A Day Without Me (35 veces)
- Stories For Boys (33 veces)
- With A Shout (25 veces)
- Southern Man (9 veces)
- A Celebration (8 veces)
- Tomorrow (3 veces)
- Boy-Girl (2 veces)
- Happy Birthday (1 vez)
- Things To Make And Do (1 vez)
- Twist And Shout (1 vez)

## Teloneros
- Comsat Angels
- Phatom Limb
- Wall of Voodoo
- Romeo Vid
- The Vers
- Bow Wow Wow
- David Johasen

## Fechas del tour

### Primera Manga. Europa.[1]
| Fecha                  | País         | Ciudad          | Lugar                             |
| 16 de agosto de 1981   | Irlanda      | Slane           | Slane Castle                      |
| 23 de agosto de 1981   | Inglaterra   | Londres         | Paris Cinema Studio               |
| 29 de agosto de 1981   | Inglaterra   | Gateshead       | International Stadium             |
| 30 de agosto de 1981   | Inglaterra   | Odell Castle    | Greenbelt Arts and Music Festival |
| 31 de agosto de 1981   | Escocia      | Edimburgo       | Coasters                          |
| 1 de octubre de 1981   | Inglaterra   | Norwich         | University of East Anglia         |
| 2 de octubre de 1981   | Inglaterra   | Nottingham      | Rock City                         |
| 3 de octubre de 1981   | Inglaterra   | Salford         | University                        |
| 4 de octubre de 1981   | Escocia      | Glasgow         | Tiffany´s                         |
| 6 de octubre de 1981   | Inglaterra   | Coventry        | Warwick University                |
| 7 de octubre de 1981   | Inglaterra   | Leicester       | Polytechnic                       |
| 8 de octubre de 1981   | Inglaterra   | Sheffield       | Lyceum                            |
| 9 de octubre de 1981   | Inglaterra   | Newcastle       | Mayfair                           |
| 10 de octubre de 1981  | Inglaterra   | Liverpool       | Royal Court Theater               |
| 12 de octubre de 1981  | Inglaterra   | Brighton        | Top Rank                          |
| 13 de octubre de 1981  | Inglaterra   | Portsmouth      | Locarno                           |
| 14 de octubre de 1981  | Gales        | Cardiff         | Top Rank                          |
| 16 de octubre de 1981  | Inglaterra   | Stoke           | King´s Hall                       |
| 17 de octubre de 1981  | Inglaterra   | Bracknell       | Sports Centre                     |
| 18 de octubre de 1981  | Inglaterra   | Bristol         | Locarno                           |
| 19 de octubre de 1981  | Inglaterra   | Birmingham      | Locarno                           |
| 20 de octubre de 1981  | Inglaterra   | Leeds           | Tiffany´s                         |
| 21 de octubre de 1981  | Inglaterra   | Hemel Hempstead | Pavilion                          |
| 24 de octubre de 1981  | Bélgica      | Deinze          | Brielport                         |
| 25 de octubre de 1981  | Bélgica      | Herenthout      | Zaal Lux                          |
| 26 de octubre de 1981  | Francia      | París           | Elysee Monmartre                  |
| 28 de octubre de 1981  | Países Bajos | Leiden          | Stadsgehoorzaal                   |
| 29 de octubre de 1981  | Países Bajos | Tilburg         | De Harmonie                       |
| 30 de octubre de 1981  | Países Bajos | Ámsterdam       | Paradiso                          |
| 31 de octubre de 1981  | Países Bajos | Arnhem          | Stokvishal                        |
| 1 de noviembre de 1981 | Países Bajos | Róterdam        | De Lantaren                       |
| 3 de noviembre de 1981 | Alemania     | Hamburgo        | Fabrik                            |
| 4 de noviembre de 1981 | Alemania     | Berlín          | Metropol                          |

### Segunda Manga. Estados Unidos.[2]
| Fecha                   | País           | Ciudad           | Lugar                   |
| 13 de noviembre de 1981 | Estados Unidos | Albany           | J.B. Scott´s            |
| 14 de noviembre de 1981 | Estados Unidos | Boston           | The Orpheum Theater     |
| 15 de noviembre de 1981 | Estados Unidos | New Haven        | Toad´s Place            |
| 17 de noviembre de 1981 | Estados Unidos | Providence       | Center Stage            |
| 18 de noviembre de 1981 | Estados Unidos | Filadelfia       | Ripley´s Music Hall     |
| 20 de noviembre de 1981 | Estados Unidos | Nueva York       | The Ritz                |
| 21 de noviembre de 1981 | Estados Unidos | Nueva York       | The Ritz                |
| 22 de noviembre de 1981 | Estados Unidos | Nueva York       | The Ritz                |
| 24 de noviembre de 1981 | Estados Unidos | Passaic          | Hitsville North         |
| 25 de noviembre de 1981 | Estados Unidos | Asbury Park      | Hitsville South         |
| 28 de noviembre de 1981 | Estados Unidos | Los Ángeles      | Hollywood Palladium     |
| 29 de noviembre de 1981 | Estados Unidos | San Francisco    | Warfield Theater        |
| 1 de diciembre de 1981  | Estados Unidos | Atlanta          | The Agora               |
| 2 de diciembre de 1981  | Estados Unidos | Nashville        | Underwood Auditorium    |
| 4 de diciembre de 1981  | Estados Unidos | Detroit          | Royal Oak Music Theater |
| 5 de diciembre de 1981  | Estados Unidos | Grand Rapids     | Fountain Street Church  |
| 6 de diciembre de 1981  | Estados Unidos | Chicago          | Park West               |
| 7 de diciembre de 1981  | Estados Unidos | East Lansing     | Dooley´s                |
| 8 de diciembre de 1981  | Estados Unidos | Cleveland        | The Agora               |
| 10 de diciembre de 1981 | Estados Unidos | Buffalo          | Uncle Sam´s             |
| 11 de diciembre de 1981 | Estados Unidos | Washington D. C. | Ontario Theater         |
| 12 de diciembre de 1981 | Estados Unidos | Hartford         | Stage West              |
| 13 de diciembre de 1981 | Estados Unidos | Lido Beach       | Malibu Night Club       |

### Tercera Manga. Irlanda y Londres.[3]
| Fecha                   | País       | Ciudad  | Lugar                     |
| 20 de diciembre de 1981 | Inglaterra | Londres | Lyceum Ballroom           |
| 21 de diciembre de 1981 | Inglaterra | Londres | Lyceum Ballroom           |
| 23 de enero de 1982     | Irlanda    | Galway  | Leisureland               |
| 24 de enero de 1982     | Irlanda    | Cork    | City Hall                 |
| 26 de enero de 1982     | Irlanda    | Dublín  | Royal Dublin Society Hall |

### Cuarta Manga. Estados Unidos.[4]
| Fecha                 | País           | Ciudad          | Lugar                                    |
| 11 de febrero de 1982 | Estados Unidos | Nueva Orleans   | SS President Riverboat                   |
| 13 de febrero de 1982 | Estados Unidos | Austin          | Opry House                               |
| 14 de febrero de 1982 | Estados Unidos | San Antonio     | Cardi´s                                  |
| 15 de febrero de 1982 | Estados Unidos | Houston         | Cardi´s                                  |
| 16 de febrero de 1982 | Estados Unidos | Dallas          | Cardi´s                                  |
| 17 de febrero de 1982 | Estados Unidos | Oklahoma City   | Jammys                                   |
| 19 de febrero de 1982 | Estados Unidos | Saint Louis     | Night Moves                              |
| 21 de febrero de 1982 | Estados Unidos | Minneapolis     | First Avenue                             |
| 22 de febrero de 1982 | Estados Unidos | Madison         | Headliners                               |
| 23 de febrero de 1982 | Estados Unidos | Champaign       | University of Illinois                   |
| 25 de febrero de 1982 | Estados Unidos | Kansas City     | Uptown Theater                           |
| 27 de febrero de 1982 | Estados Unidos | Denver          | Rainbow Music Hall                       |
| 28 de febrero de 1982 | Estados Unidos | Fort Collins    | Colorado State University                |
| 3 de marzo de 1982    | Estados Unidos | Fort Meyers     | Lee County Arena                         |
| 4 de marzo de 1982    | Estados Unidos | West Palm Beach | Auditorium                               |
| 5 de marzo de 1982    | Estados Unidos | Tampa           | Curtis Hixon Convention Hall             |
| 6 de marzo de 1982    | Estados Unidos | Tallahassee     | Leon County Arena                        |
| 10 de marzo de 1982   | Estados Unidos | Knoxville       | University                               |
| 11 de marzo de 1982   | Estados Unidos | Atlanta         | Civic Center                             |
| 12 de marzo de 1982   | Estados Unidos | Memphis         | North Hall Auditorium                    |
| 13 de marzo de 1982   | Estados Unidos | Louisville      | Louisville Gardens                       |
| 14 de marzo de 1982   | Estados Unidos | Indianápolis    | Indiana Convention Center                |
| 16 de marzo de 1982   | Estados Unidos | Amherst         | University                               |
| 17 de marzo de 1982   | Estados Unidos | Nueva York      | The Ritz                                 |
| 18 de marzo de 1982   | Estados Unidos | Nueva York      | The Ritz                                 |
| 19 de marzo de 1982   | Estados Unidos | Garden City     | Nassau County Community College Ballroom |
| 20 de marzo de 1982   | Estados Unidos | Providence      | Brown University                         |
| 25 de marzo de 1982   | Estados Unidos | Phoenix         | Coliseum                                 |
| 26 de marzo de 1982   | Estados Unidos | San Diego       | Sports Arena                             |
| 27 de marzo de 1982   | Estados Unidos | Los Ángeles     | Sports Arena                             |
| 29 de marzo de 1982   | Estados Unidos | San Francisco   | Civic Center                             |
| 30 de marzo de 1982   | Estados Unidos | San Francisco   | Civic Center                             |

### Quinta Manga. Europa.[5]
| Fecha               | País         | Ciudad          | Lugar                    |
| 14 de mayo de 1982  | Países Bajos | Hattem          | 'T Heem                  |
| 1 de julio de 1982  | Países Bajos | Leiden          | Groenoordhallen          |
| 2 de julio de 1982  | Dinamarca    | Roskilde        | Festival Grounds         |
| 3 de julio de 1982  | Bélgica      | Torhout         | Festival Grounds         |
| 4 de julio de 1982  | Bélgica      | Werchter        | Festival Grounds         |
| 18 de julio de 1982 | Irlanda      | Naas            | Punchestown Racecourse   |
| 31 de julio de 1982 | Inglaterra   | Gateshead       | International Stadium    |
| 3 de agosto de 1982 | Portugal     | Vilar de Mouros | Vilar de Mouros Festival |
| 7 de agosto de 1982 | Finlandia    | Turku           | Ruisrock Festival        |